# Pratibha Cauvery
Die Pratibha Cauvery war ein Tanker, der im Oktober 2012 während eines Zyklons vor der Küste Chennais strandete, wobei sechs Besatzungsmitglieder ums Leben kamen. Unter dem früheren Namen Chemical Venture wurde das Schiff im Mai 1984 von der iranischen Luftwaffe im Persischen Golf angegriffen.

## Geschichte bis 1984 und Charakteristika
Das Schiff wurde im September 1981 unter dem Namen Chemical Venture auf der japanischen Werft Minami-Nippon als Chemikalientanker fertiggestellt und an die Reederei Pearl Carriers abgeliefert. Das Schiff hatte zwölf Tankkammern mit einem Gesamtvolumen von 38.673 m3.

## Zwischenfall 1984
Im Mai 1984, während des „Tankerkrieges“, befand sich die Chemical Venture im Persischen Golf auf einer Leerfahrt in Richtung Kuwait, um eine Ladung Naphtha für Japan aufzunehmen. Nach anfänglicher Ablehnung der Besatzung, den Zielhafen Mina al-Ahmadi anzusteuern, einigten sich die Charterer des Schiffes und die Schiffsbesatzung Mitte Mai gegen Zahlung eines Sonderzuschlags darauf die Fahrt fortzusetzen. Am 24. Mai befand sich das Schiff 21 Seemeilen nördlich von Dschubail, Saudi-Arabien, als es gegen 14.00 Uhr GMT von zwei iranischen F-4 Phantom angegriffen wurde, wobei eine Rakete frontal das Deckhaus, unterhalb der Brücke, traf und dieses in Brand setzte. Die Besatzung, die aus Hong Kong stammte, konnte von der saudischen Marine gerettet werden. Insgesamt wurden zehn Besatzungsmitglieder verletzt und das Deckhaus brannte aus. Das Schiff konnte nach Bahrain geschleppt werden. Später war der Zwischenfall Gegenstand eines Rechtsverfahrens zwischen dem Schiffseigner und dem Charterer.

## Geschichte 1984–2012
Im Jahr 1984 wurde das Schiff an die Vinca Trade Corporation verkauft. 1988 wurde der Tanker an die Baratta Shipping weiterverkauft. Ende Januar 1992 lief die Chemical Venture auf einer Fahrt nach Houston in der venezolanischen Bucht von Amuay auf Grund und konnte nach zwei Tagen freigeschleppt werden.
Im Februar 1994 kaufte die norwegische Reederei Anders Wilhelmsen das Schiff für 8,25 Millionen US-Dollar und nannte es in Wilrover um. Mitte 1995 gründete die Reederei mit der britischen BT Shipping ein Joint Venture-Unternehmen, die BT Pratibha, für den Einsatz von Chemikalientankern in Indien, wofür auch die Wilrover verwendet wurde. Mitte 1996 kaufte das Joint-Venture-Unternehmen die Wilrover und nannte sie später in Pratibha Cauvery um.

## Havarie 2012 und Verbleib
Bei verschiedenen Inspektionen in indischen Häfen wurden von Mai bis September 2012 diverse Mängel an der Pratibha Cauvery festgestellt und nur ein Teil dieser behoben. Nach der letzten Inspektion im Hafen von Kolkatta Anfang September 2012 wurde dem Schiff eine Weiterfahrt nach Chennai unter der Bedingung gestattet, dass ein Teil der Mängel innerhalb von 30 Tagen behoben sein müssen. Am 25. September erreichte der Tanker den Hafen von Chennai mit einer Ladung Diesel an Bord. Nach dem Löschen der Ladung wartete das Schiff auf einem Ankerplatz vor dem Hafen auf einen Platz im Trockendock zur Reparatur. Am 2. Oktober erlosch die Frist von 30 Tagen und somit das Schiffszertifikat. Am 28. Oktober wurde das Schiff steuerungsunfähig, da der Kraftstoff zu Ende ging. Auch das Trinkwasser und die Nahrung der Besatzung gingen zu Ende, sodass sie diese zu rationieren begannen. Zudem wurden der Besatzung seit einigen Monaten die Löhne nicht mehr ausbezahlt.
Am 31. Oktober 2012 traf der Zyklon Nilam auf den Hafen von Chennai und die Pratibha Cauvery wurde von ihrem Ankerplatz losgerissen. Nachdem das Schiff gegen 14.30 Uhr Ortszeit den Grund berührte, ordnete der Kapitän gegen 15.00 Uhr die Teil-Evakuierung des Schiffes an. Zuvor hatte er erfolglos einen Schlepper, die Küstenwache und die indische Marine zu erreichen versucht. Der Kapitän befahl 22 Mann der Besatzung das Rettungsboot zu besteigen. Da aber der Antrieb des Bootes seit einigen Monaten bereits defekt war, kenterte das Rettungsboot, wobei sechs Mann verstarben. Die Verstorbenen sollen zudem keine Rettungswesten getragen haben. Der Kapitän und die restlichen 14 Mann wurden am nächsten Tag von der Küstenwache per Hubschrauber gerettet.  Das Schiff strandete zunächst vor dem Elliot's Beach und trieb dann unweit nördlich vor den Marina Beach, wo es zum Stehen kam.
Wenige Tage nach der Strandung begannen die Bergungsanstrengungen unter Leitung des Bergungsunternehmens Smit Internationale. Nach mehreren Versuchen schleppte das Schiff Malaviya 21 den Havaristen schließlich am 11. November 2012 frei. Während der Strandung wurde das Schiff zu einer lokalen Attraktion und einem beliebten Fotomotiv.

## Folgen der Havarie und Verbleib des Schiffes
Nach der Bergung wurde die Pratibha Cauvery wieder vor den Hafen von Chennai geschleppt und danach im Hafen von Chennai festgesetzt. Das Obergericht von Madras ordnete den Verkauf des Schiffes durch öffentliche Ausschreibung an. Außerdem wies es die Reederei zu Schadensersatzzahlungen an die Hinterbliebenen der verstorbenen Besatzungsmitglieder an. Im Februar 2013 begingen die Eltern eines der verstorbenen Besatzungsmitglieder aufgrund der durch den Tod ihres Sohnes verursachten finanziellen Schwierigkeiten Suizid.
Im Mai 2013 wurde das Schiff für 2,91 Millionen US-Dollar von der Baltanas Shipping erworben und nach St. Kitts und Nevis oder den Komoren ausgeflaggt. Im Juni 2013 wurde das Schiff in Cauvery umbenannt und nach Chittagong zur Verschrottung geschleppt.

## Galerie

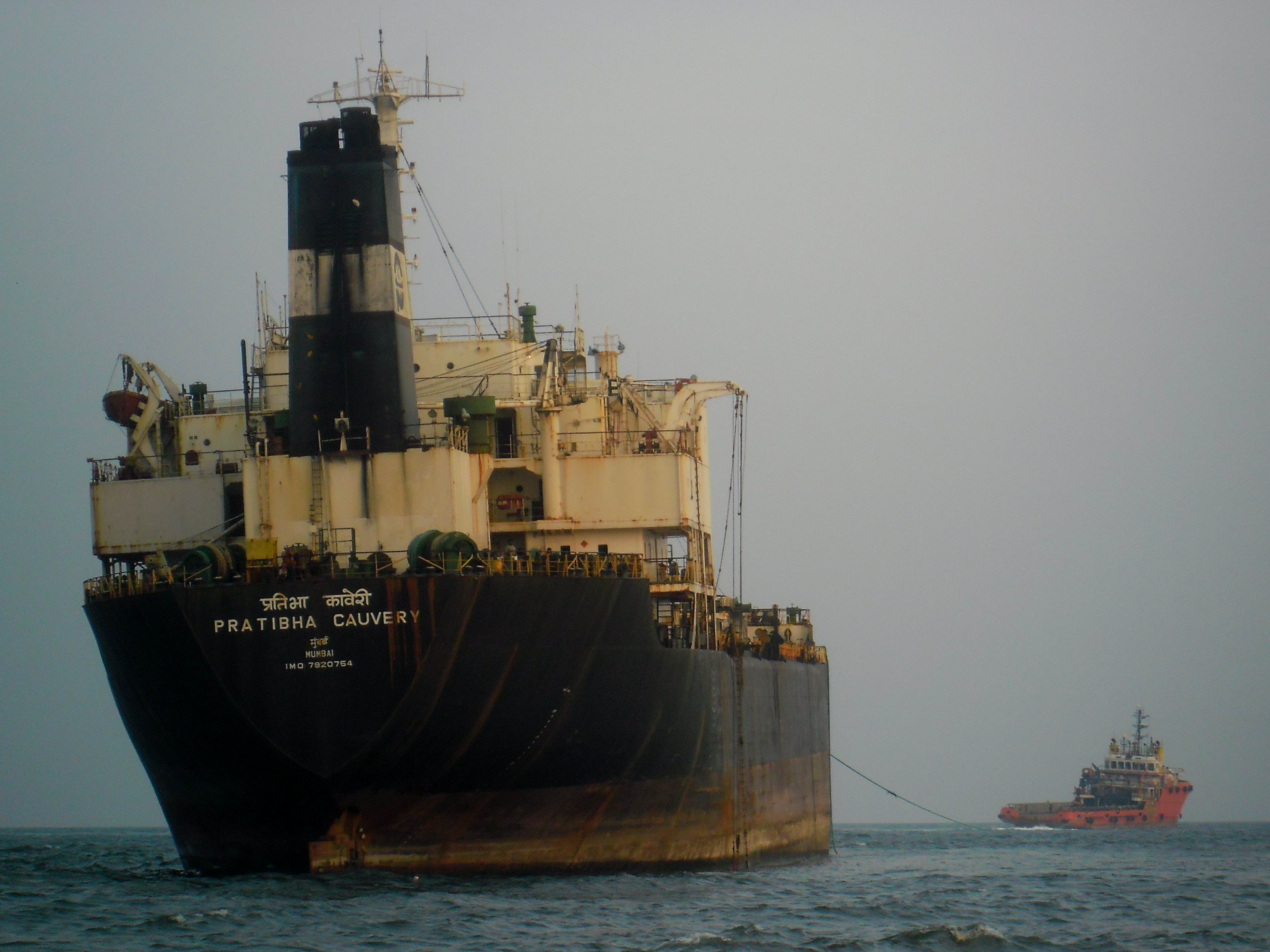
Nahaufnahme des Hecks am Tag der Freischleppung.
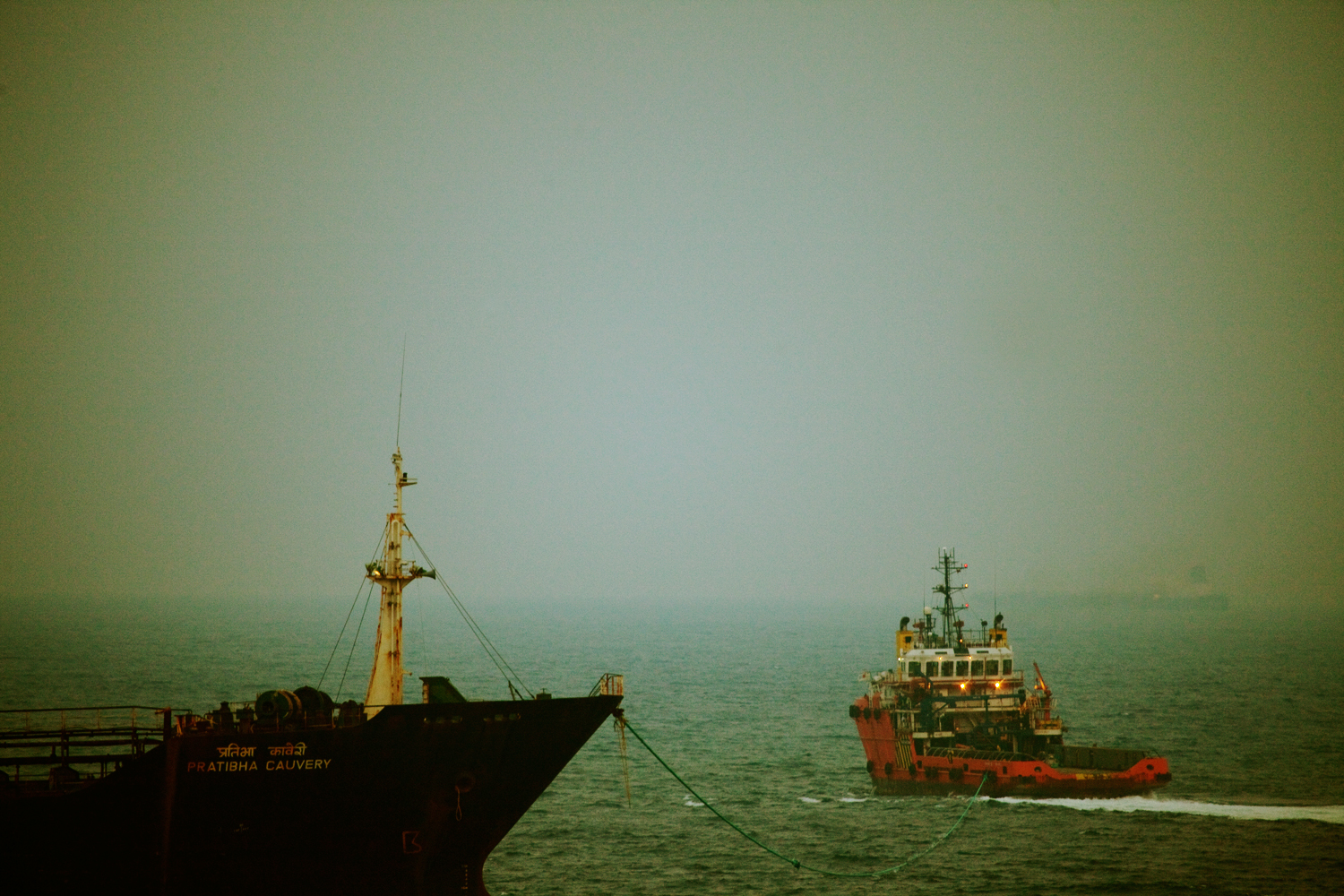
Nahaufnahme des Bugs und des Schleppers am Tag der Freischleppung.
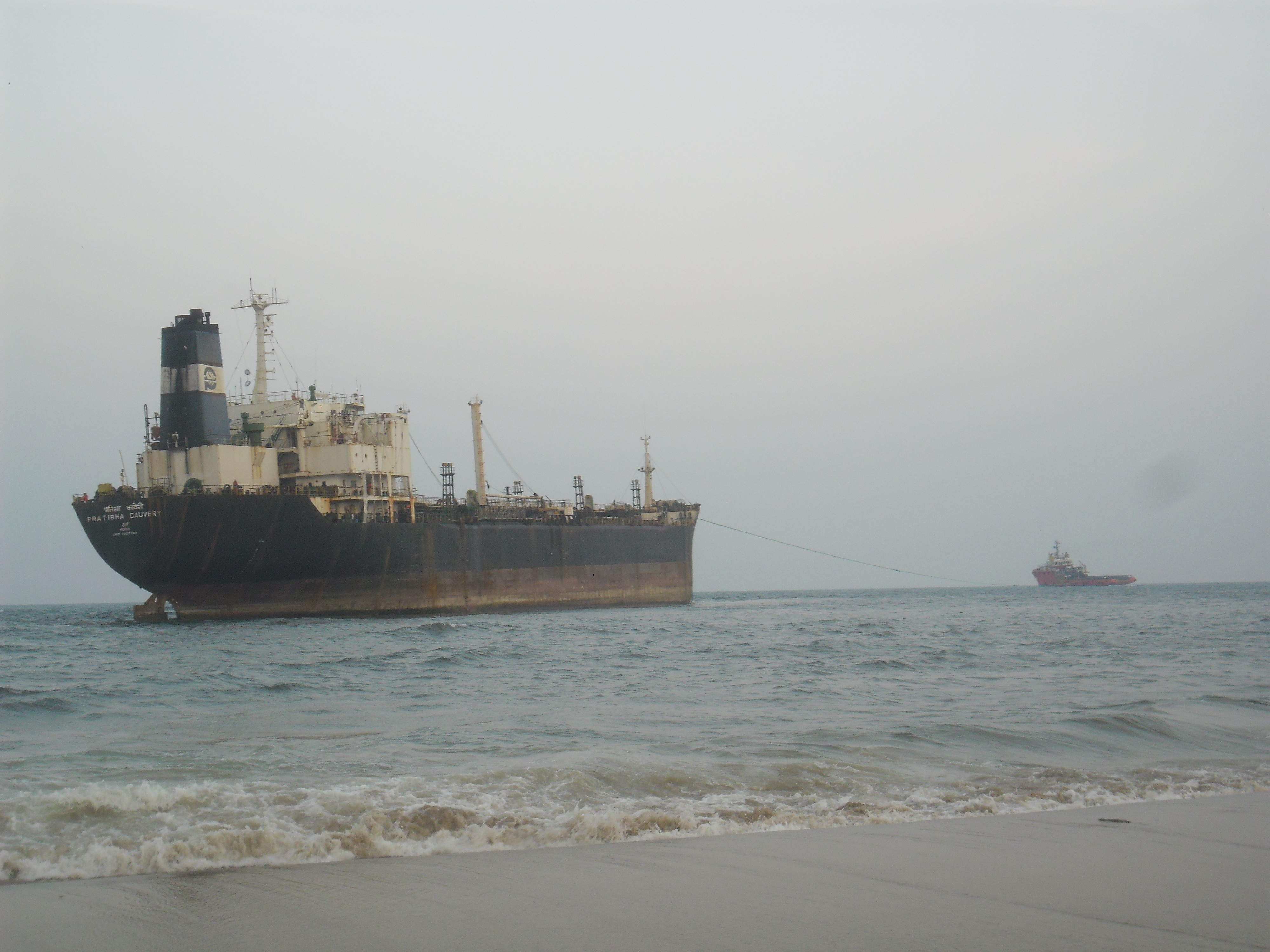
Die Steuerbordseite des Schiffs am Tag der Freischleppung.
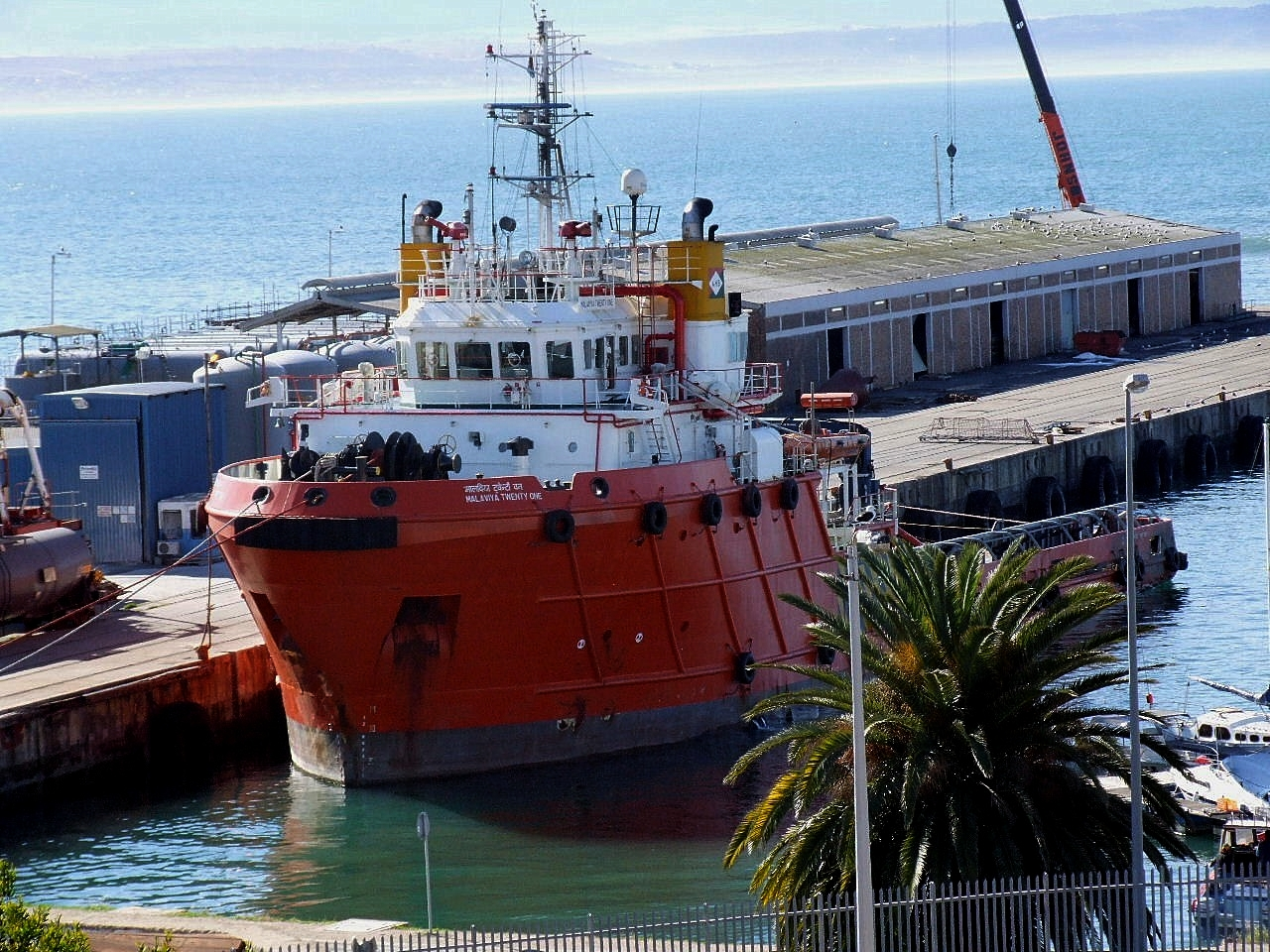
Das Schleppschiff Malaviya 21 einige Tage nach der Freischleppung.